# Wayne Yetman
Wayne Yetman, född 8 oktober 1946, är en friidrottare från Kanada. Han deltog vid olympiska sommarspelen 1976.